# Josef Gross
Josef Jindřich Gross (10. říjen 1866 Přimda – 20. leden 1931 Litoměřice) byl český katolický duchovní a od roku 1910 až do své smrti 15. biskup litoměřický. Provedl důkladnou opravu litoměřické katedrály.

## Studium
Narodil se v Přimdě místnímu pekaři, hostinskému a pozdějšímu starostovi Josefu Grossovi a Dorotě roz. Pelzerové. Zde byl pokřtěn byl v kostele sv. Jiří. Byl z druhého manželství Josefa Grosse a Doroty Pelzerové. Syn Anton z prvního manželství se stal správcem Stvolínek (bývalého panství a pak velkostatku litoměřického biskupství). Otec dříve sloužil devět let jako voják a po návratu stál v čele spolku veteránů. Národnostní vztahy obyvatel Přimdy byly již tehdy velmi napjaté až nepřátelské.
Josef navštěvoval dvoutřídní školu v Přimdě (v roce 1878 se stala trojtřídkou). Školu vedl Josef Klinger, který učil i jeho otce. Klinger jako zkušený hudebník, varhaník a vedoucí pěveckého sboru brzy rozpoznal hudební nadání malého Josefa a začal ho učit hře na housle. Rovněž místní farář Schneider Josefa povzbuzoval, aby šel studovat. Byl tedy roku 1877 poslán do Českých Budějovic na bývalé piaristické gymnázium, kde patřil mezi nejlepší žáky. Na ukázněného, uzavřeného a vážného studenta měl velký vliv tehdejší učitel náboženství a zpovědník studentů P. Pavel Mertl, bývalý cisterciák. Roku 1884 složil mladý Gross úspěšně maturitu a rozhodl se pro duchovní povolání. P. Mertl ho proto představil českobudějovickému biskupu Schönbornovi (roku 1885 byl jmenován pražským arcibiskupem). Ten Grossovi navrhl, aby šel studovat na Bohemicum, nově založenou českou kolej v Římě. Grossův otec, který chtěl, aby syn studoval práva, tento návrh odmítl. Došlo tak k prudkému rodinnému konfliktu. Konflikt mezi otcem a synem Grossovými skončil až po vysvěcení Josefa na kněze. Gross tedy musel římské studium odříci.
Nakonec přece jen mohl od podzimu 1885 studovat teologii na Karlově univerzitě. Následně pak vstoupil do pražského semináře. Díky své píli znovu dostal nabídku pokračovat ve studiích v Římě, ale Josef musel pro onemocnění (chrlení krve) opět odmítnout. Ani během studií ho láska k hudbě neopustila, a tak se stal výborným houslistou a dirigentem. Hlavní zájem ale věnoval duchovní správě a současně se začal intenzivně zabývat politickými, ekonomickými a sociálními otázkami. Jeho zájem se konkrétně projevil roku 1894, kdy začal navštěvovat speciální sociální kurz a pak roku 1900 během studijní cesty do Německa. Stal se z něj též výborný řečník a debatér. Studium teologie úspěšně dokončil a 4. července 1889 byl v pražské katedrále sv. Víta vysvěcen na kněze.

## Kněžské působení
Jeho prvním působištěm se stal západočeský Sokolov (tehdy Falknov), kam byl již koncem srpna 1889 jmenován kaplanem.
Farnost ve Falknově vedl arciděkan P. Rosner, který od kaplanů vyžadoval přísnou kázeň. Gross se od počátku usilovně věnoval svým povinnostem, ale poprvé se zde veřejně projevila jeho tvrdá bojovnost.
Staral se především o místní školství, ale nezanedbal ani hudbu. Za čas byl natolik vyčerpán, že se znovu obnovilo chrlení krve. Onemocnění naštěstí ustoupilo a Gross mohl opět pokračovat ve své činnosti. Dne 11. května 1893 zemřel P. Rosner a kaplan Gross byl vyzván, aby složil předepsané farářské zkoušky. V prosinci 1893 pak byl ve věku 27 let jmenován falknovským arciděkanem.
Ihned přikročil k opravě arciděkanského kostela a podařilo se mu zřídit i sirotčinec. Pověstným se záhy stalo jeho dodržování ceremoniálů a zvláště liturgie. Nedělní bohoslužby byly skutečně velkolepé. Totéž lze říci i o májových pobožnostech a vzývání Nejsvětějšího Srdce Ježíšova. Jako zkušený hudebník měl k dispozici vzorný chrámový sbor. Jeho nároky na čistotu svatostánku, ale i oltářů, mešních rouch atd., byly někdy pokládány za pedanterii.
Grossův stále sílící německý nacionalismus se aktivně uplatňoval ve známém německém spolku pro školy (Schulverein). Vedle nacionalismu hrála v jeho životě důležitou úlohu i náklonnost ke šlechtě, především k rodu Nostitzů. Jeho energie se plně projevila, když se postavil proti náboženskému hnutí „Pryč od Říma“ („Los von Rom“), které silně ohrožovalo tradiční rakouské zvyklosti. Vídeňská vláda Badeniho se roku 1897 pokusila řešit stále se zhoršující německo-české národnostní vztahy jazykovým nařízením, které oba jazyky zrovnoprávňovalo. Německé obyvatelstvo se však proti tomu ostře postavilo a ani říšská rada toto nařízení nepotvrdila.
V osobním pojetí arciděkana Grosse se národnostní spory postupně změnily na střety náboženské: tradiční katolictví bylo podle něho ohrožováno hnutími jako právě „Pryč od Říma“, též ale vznikem starokatolické církve, rostoucím ateismem a vznikem nových sekt. Ve Falknově česko-německé spory vyvrcholily v letech 1898 až 1903, a to zvláště při návštěvě pražského arcibiskupa kardinála Schönborna.
Svou činností v národnostních sporech vzbuzoval Gross stále větší pozornost nejen vlády a habsburského dvora, ale i nacionálních kruhů. Dokládá to například fakt, že Grosse ve volbách otevřeně podporovali Habsburkové. Gross se tak plně a otevřeně projevil jako stoupenec habsburské dynastie a německého nacionalismu. Prokázal to zvláště vztah k německému benediktinskému opatovi z pražských Emauz Albanu Schachleitnerovi, který se stal jeho nejbližším spolupracovníkem a přítelem. S opatem velice tvrdě vystupujícím proti českému národu společně založili spolek „Svatého Bonifáce“, který roku 1904 začal vydávat samostatný časopis „Bonifatius-Blatt“. Když vzniklo samostatné Československo, byl Schachleitner zatčen. Podařilo se mu však uprchnout do Německa, kde se později přidal k nacionálně-socialistickému hnutí.

## Litoměřický biskup

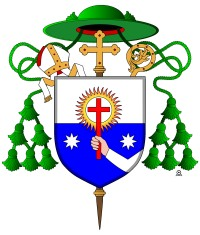
Znak Josefa Grosse

Když v Litoměřicích 28. listopadu 1909 zemřel biskup Schöbel, jmenoval císař 18. března 1910 za odměnu Josefa Grosse novým litoměřickým biskupem. Papež Pius X. ho potvrdil 18. dubna 1910. Ve Svatovítské katedrále v Praze 22. května 1910 Grosse konsekroval Lev kardinál Skrbenský z Hříště, spolusvětiteli byli královéhradecký biskup Josef Doubrava a pražský světící biskup Václav Frind. Termín intronizace v Litoměřicích byl úmyslně stanoven na den sv. Bonifáce (5. června) 1910. Konala se s veškerou pompou ve Svatoštěpánské katedrále.
Pontifikální mše se staly velkou biskupovou radostí, k velkolepé podívané přispíval i velmi kvalitní katedrální sbor.
Hustota obyvatelstva v diecézi, rychle se rozvíjející průmysl i vnitřní migrace ztěžovaly duchovní správu. Vedle komplikací způsobených značně rozsáhlým územím řady farností se začal projevovat i nedostatek kněží. K sociálním nerovnostem přibyly stále ostřeji vedené národnostní spory. V litoměřické diecézi se tehdy hlásilo asi jen 25 % obyvatel k české národnosti. Množství dalších se obávalo k ní přihlásit především z existenčních důvodů.
Ve svém prvním pastýřském listu v den intronizace nastínil nový biskup svůj program. Opíral se především o službu Bohu a složitou sociální situaci. K národnostní otázce se úmyslně vůbec nevyjádřil. V dalším pastýřském listu pak vyzval diecézi, aby finančně přispěla na rekonstrukci celé Svatoštěpánské katedrály, v níž byla zvláště klenba těžce poškozena. Sbírka byla úspěšná, a proto mohl být dodržen plánovaný rozsah všech nutných oprav.

## Pastorační činnost biskupa
Úcta biskupa Grosse patřila mariánským poutním svatyním, např. při 500. výročí založení mariánského kostela v Bohosudově uspořádal Gross v roce 1925 velký mariánský kongres s mezinárodní účastí a sám jej řídil. Biskup si rovněž uvědomoval význam přípravy nových kněží, a proto se věnoval tzv. malému semináři v Bohosudově. Roku 1912 věnoval na jeho rozšíření zvláštní finanční příspěvek. Nezapomínal ani na teologické učiliště a seminář, jehož rektorem byl v letech 1889 až 1905 dr. František Kordač (od roku 1919 pražský arcibiskup).
Diecézní kněze pak vybízel k obětavosti a k věrné službě Bohu. Jeho vystupování však bylo velmi autoritativní, takže si jejich důvěru příliš nezískal. Čím byl starší, tím se stával přísnějším, uzavřenějším i zahořklejším (viz jeho citát: „Biskup se nemá nikdy smát“).
Biskupovy sociální, národnostní, ekonomické a politické názory našly odezvu i v zahraničí. Tehdy si například přál kardinál Katschhalter, salcburský arcibiskup, aby se právě Gross stal jeho nástupcem. Krátce nato zemřel vídeňský kardinál arcibiskup Nagl a habsburský dvůr, především následník trůnu František Ferdinand d'Este, prosazoval biskupa Grosse za jeho nástupce. Této volbě byl příznivě nakloněn i papežský nuncius ve Vídni, a tak byly na začátku roku 1913 vypracovány jmenovací dekrety. Němečtí nacionální radikálové však pokládali Grosse za velkého konzervativce, a proto na tom jmenování poněkud absurdně ztroskotalo.
Poprvé Gross v hodnosti biskupa odjel do Vatikánu „ad limina“ v druhé polovině října 1913, kdy při audienci papež Pius X. zhodnotil jeho činnost. Z Říma se však kvůli onemocnění musel předčasně vrátit. Příští návštěva Svatého stolce se uskutečnila až roku 1923, další pak následovaly v letech 1925 a 1928.
Grossův úzký vztah k Vídni se projevoval i pravidelnými návštěvami kardinála Piffla a spolkového kancléře dr. Seipela během jeho cest do Říma. Ve Vídni se neopomněl zastavit také u dr. Buriánové, zakladatelky díla „Caritas socialis“, které uvedl do Čech. Gross udržoval mimořádně rozsáhlé kontakty s vedoucími osobnostmi jak Rakouska-Uherska, tak později Rakouské republiky. Stýkal se s tamními ministry, diplomaty, šlechtou, průmyslníky, novináři atd.
Biskup neměl čas na správu biskupských statků ve své diecézi a ani o ně neprojevoval zájem, takže v době jeho smrti se nacházely ve velmi zanedbaném stavu. Na druhé straně se zajímal o činnost řádových sester a ženských katolických spolků. V březnu 1916 věnoval ženám zvláštní pastýřský list, v němž ocenil jejich činnost pro katolickou církev.
Proslulými se staly Grossovy biskupské vizitace. Obyčejně navštěvoval tři vikariáty ročně. Chtěl vidět především stav kostela a jeho čistotu a účastnil se též místní výuky náboženství. Kazatelské umění ho učinilo známým nejen doma, ale i v zahraničí (katolický den v Linci roku 1912 a 1923, Svatováclavské milenium v Praze roku 1929, slavnostní otevření českého bohosloveckého ústavu „Nepomucenum“ v Římě roku 1929).
Gross ani v Litoměřicích nezapomínal na svou oblíbenou hudbu. Zpočátku svého episkopátu hrával v domácím kvartetu a někdy i sám dirigoval chrámový sbor. V Litoměřicích fungovala škola pro varhaníky a ředitele kůrů, a tak se Gross stal na církevních konferencích zpravodajem o církevní hudbě. Byl též velkým ctitelem skladatele Antonína Brucknera (1824–1896) a v Litoměřicích uspořádal z jeho díla úspěšnou hudební akademii. Zde také vznikla první Brucknerova společnost v Čechách.

## I. světová válka
Po vypuknutí první světové války stál Gross jednoznačně na straně habsburské dynastie a německého nacionalismu a válku jako takovou nikdy neodsoudil. Důkazem je jeho pastýřský list „My a válka“ z 23. srpna 1914. Dokonce se domníval, že by válka mohla pomoci k potlačení bezvěrectví, materialismu a panteismu. Byl však natolik bystrý a zkušený, že od konce roku 1916 pokládal monarchii za poraženou. Vídeň ocenila Grosse za jeho mnohaletou přízeň tím, že ho 19. května 1917 ustavila členem Panské sněmovny a 16. srpna téhož roku jmenovala skutečným tajným radou. Jeho pastýřský list „Pax Romana“ z 29. srpna 1917 dosvědčuje, že využil papežovy výzvy k míru. Ve svém posledním válečném pastýřském listu z 18. ledna 1918 povzbuzoval k prohloubení víry a k četnějším modlitbám, ale vyjadřoval i obavy z rozšiřování ateismu, materialismu a starost o budoucnost vůbec. A první poválečný pastýřský list z 20. února 1919 „Sociální mír“ je dokladem toho, jak pozorně sledoval sociální problémy.
Po vzniku Československa byli postupně vyměněni biskupové ve všech českých diecézích, jediný, kdo tento úřad zastával ještě z doby Rakouska-Uherska, byl Gross. K výše uvedeným zmínkám o jeho účasti jakožto kazatele na různých církevních akcích je nutno dodat, že do roku 1929 byl jediným německým biskupem na českých slavnostech. Byl to důsledek vztahů mezi ním a pražským arcibiskupem Kordačem, s nímž se dlouho a dobře znal. Gross vystupoval aktivně na všech jednáních biskupské konference, kde hlavně do roku 1918 často referoval o církevních a politických problémech.

## Vznik Československé republiky
Biskup Gross zastával k novému československému státu velmi opatrné a vyčkávací stanovisko, které se někdy projevovalo rozporně Na jedné straně nezakázal Augustinu Fibigerovi činnost v litoměřickém národním výboru, na straně druhé však toleroval aktivní působení děkana kapituly Raimunda Fuchse mezi německými nacionalisty (dr. Titto, dr. Lodgman a další). Ti se snažili odtrhnout převážně německé pohraničí a vytvořit z něj v rámci budovaného „Německého Rakouska“ provincii Deutsch-Böhmen. Sám však k těmto problémům veřejné stanovisko úmyslně nezaujímal. Když později bylo zřejmé, že se nová republika udrží, změnil Gross svůj postoj a spojení katolicismu s Habsburky, Rakouskem a Německem odmítal.
Území litoměřické diecéze bylo možné v té době rozdělit do ryze německých, ryze českých a smíšených oblastí a do samostatných národnostních ostrůvků a od poslední třetiny 19. století se v nich vedly ostré národnostní spory.
Čeští katolíci v diecézi Grossovi vytýkali, že silně podporoval německé nacionalisty a Habsburky a že až do konce války byli v diecézi pronásledováni čeští katoličtí kněží. Vyčítali mu též, že se vůbec nenaučil česky, a tak se stal po vzniku republiky jejich nepřítelem. Proti biskupovi vystupovali i někteří diecézní kněží. Napjatý vztah vyvrcholil obžalobou Grosse ve Vatikáně a přednesením požadavku, aby biskup buď dobrovolně rezignoval, nebo byl sesazen. Papež Benedikt XV. proto nařídil celou situaci prozkoumat a Grosse opatrně obhajoval. Když byly z církevního hlediska všechny stížnosti vyřízeny, papež 20. října 1919 oznámil, že Gross byl vždy věrný katolické církvi.

## Grossova činnost v novém státě

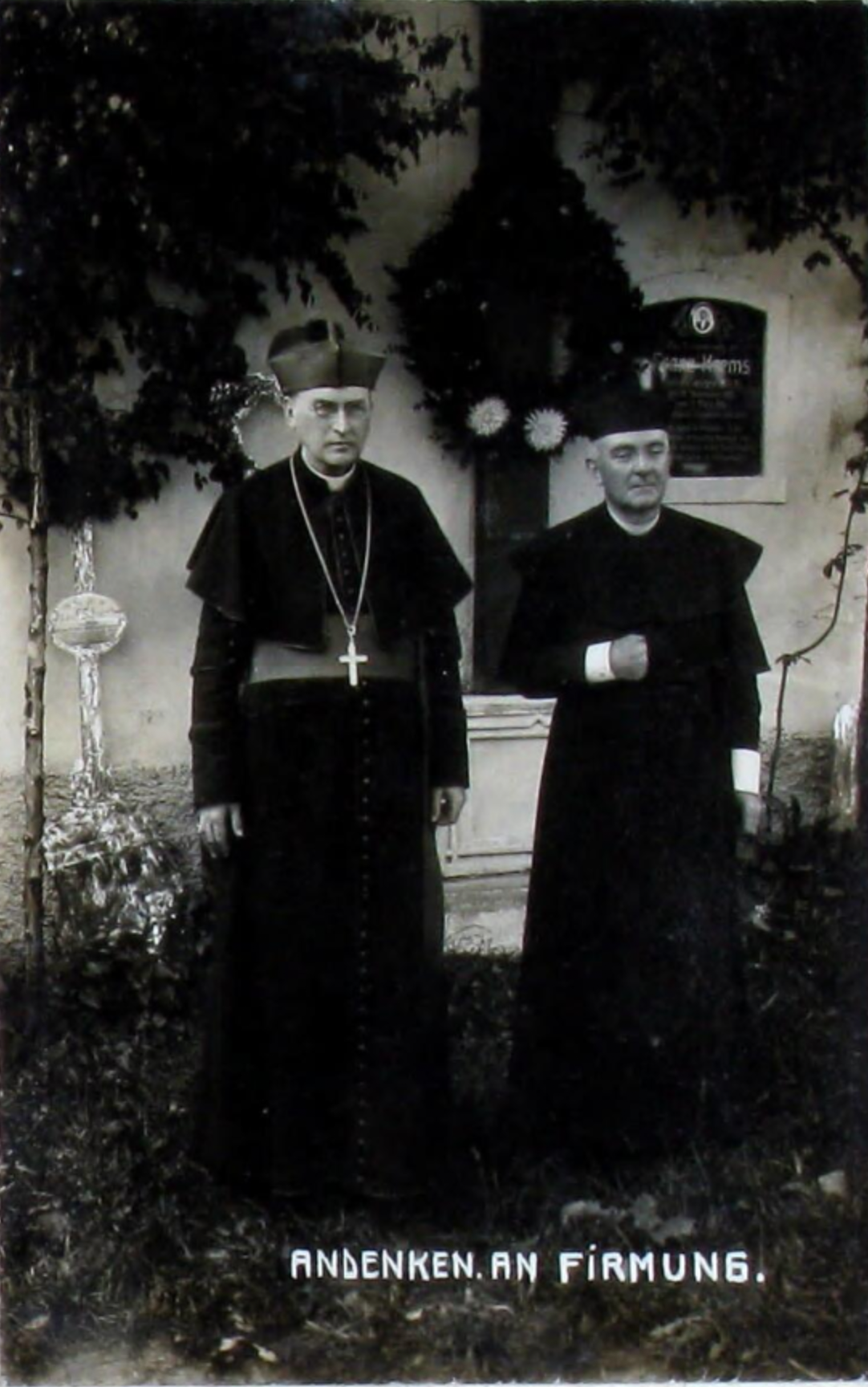
Biskup Josef Gross s děkanem Franzem Tobischem (vpravo) v roce 1930

Dne 8. ledna 1920 ohlásil rozhodnutí Vatikánu zrušit reformistickou katolickou Jednotu, a rovněž se postavil za vánoční alokuci Benedikta XV. Od římskokatolické církve tehdy odpadlo v celých Čechách 182 kněží: v diecézi hradecké 68, pražské 63, litoměřické 47 a českobudějovické 4. V litoměřické diecézi se pak odloučilo asi 250 tisíc katolíků. Největší úbytek zaznamenala hnědouhelná pánev, kde se nejvíce prosadil jak ateismus, tak volnomyšlenkářství. Vznikaly rovněž sekty, ale jejich počet byl poměrně malý.
Podle sčítání lidu z roku 1930 žilo v litoměřické diecézi 1 801 971 obyvatel. Z nich se ke katolické církvi hlásilo 76,05 % (1 370 479), z toho 57,24 % Němců a 18,86 % Čechů. Počet obyvatel bez vyznání činil 212 055, z nich bylo 25,78 % Němců a 74,23 % Čechů. Když vznikla Církev československá husitská, přihlásilo se k ní v diecézi 101 265 Čechů, tj. 5,63 % veškerého zdejšího obyvatelstva (především z okresů Semily, Turnov a Louny), a 1 003 Němců.
V září 1920 se biskup Gross poprvé po vzniku Československé republiky, rozhodl pokračovat ve vizitacích českých vikariátů. Vzbudil tím však velké rozhořčení a protesty. Když mu státní úřady sdělily, že nemohou na vizitacích zaručit jeho bezpečnost, vizitací v českých farnostech se zřekl a až do své smrti je již nikdy nenavštívil.
Na počátku roku 1923 byl dosavadní generální vikář a sekretář biskupa Antonín Čech, pocházející z Libochovic, vysvěcen na litoměřického titulárního biskupa. Tehdy Gross uvažoval o rezignaci a odchodu do soukromí. Ale již v roce 1929 Antonín Čech, jediný světící biskup v litoměřické diecézi, zemřel.
Na žádost diecéze povýšil papež Pius XI. v roce 1925 tři její chrámy (Filipov, Českou Lípu a Bohosudov) na tzv. baziliky minor, což je nejvyšší možné ocenění kostelů.
Po vzniku Československé republiky byla provedena měnová reforma a pak i komplikovaná pozemková reforma, které se samozřejmě týkaly i katolické církve, ale její materiální existenci neohrozily.
Postupně se začaly obnovovat katolické spolky, zvláště mládežnické. V litoměřické diecézi založený Katolický svaz žen se po válce rozšířil po celém Československu. Vznikaly učitelské spolky, studentské akademie atd. Největší význam přineslo založení „Německé katolické rady pro Čechy“ 29. prosince 1923, v jejímž čele stanul biskup Gross. Začal se tak opět aktivně projevovat, ale svůj zájem věnoval především německým katolíkům.
Činnost katolických věřících vůbec začala postupně ožívat. Například roku 1925 se konaly mariánské oslavy v Bohosudově, ve své práci pokračovalo eucharistické a liturgické hnutí, v Děčíně-Podmoklech byl zřízen exerciční dům. Roku 1926 se pak v Litoměřicích konal významný mezinárodní misijní kongres. Gross se v této době začal přece jen zabývat i situací českých katolíků, což mu extrémní němečtí radikálové začali ostře vytýkat.
V Praze vznikl centrální orgán německých katolíků, který začal v roce 1925 vydávat noviny „Deutsche Presse“. Gross nezapomněl na své politické ambice, a proto téhož roku podpořil vznik jediné německé katolické strany v Československu „Volkspartei“, pro jejíž činnost získával četné dary ze zahraničí.

## Závěr života
Nervové napětí, vyvolané hektickou dobou od první světové války až do konce 20. let a doprovázené dlouhodobou chorobou, vedlo k rychlému zhoršení Grossova celkového zdravotního stavu. Zlomovým se pro něj stal rok 1930. V červenci podnikl vizitaci a přijal účast na vzpomínkové oslavě významného evropského pedagoga dr. Otto Willmanna. Pak odjel do Kyselky u Karlových Varů na zotavenou. Od září se opět pokoušel pracovat, ale síly mu začaly ubývat. V říjnu se účastnil ještě kněžských exercicií a biskupské konference v Praze, odkud se vrátil se zvětšujícími se zdravotními problémy. K nim se nově přidaly i problémy se srdcem. Srdeční slabost byla 19. ledna 1931 již tak velká, že ji nezvládl a následujícího dne zemřel. Dne 24. ledna 1931 byl pochován na litoměřickém hřbitově do biskupské hrobky a v litoměřické katedrále mu byla zasazena pamětní deska s nápisem: (latinsky) „Fratres, orate pro nobis“.